# Ekkehard Fasser
Ekkehard Fasser   (Glarus, 3 de setembre de 1952 - Zúric, 8 d'abril de 2021) fou un pilot de bob suís que va competir durant la dècada de 1980.
El 1984 va prendre part en els Jocs Olímpics d'Hivern de Sarajevo, on fou quart en la prova de bobs a quatre del programa de bob. Quatre anys més tard, als Jocs de Calgary, guanyà la medalla d'or en la mateixa prova fent equip amb Kurt Meier, Marcel Fässler i Werner Stocker.
En el seu palmarès també destaca una medalla d'or al Campionat del món de bob, així com un or al Campionat d'Europa de bob.